# Festival de Las Condes 2021
El Festival de Las Condes 2021 fue un evento musical que se realizó los días 28 y 29 de enero de 2021 en el parque Padre Hurtado de Santiago, Chile. Fue transmitido por cuarto año consecutivo por Canal 13, y presentado por Tonka Tomicic y Francisco Saavedra.
Debido a la pandemia de COVID-19, esta edición solo tuvo público virtual a través de pantallas, conformado por 60 familias, que interactuaron con el evento.

Además, se optó únicamente por artistas nacionales debido a que estos han tenido nula cantidad de conciertos por la emergencia sanitaria.
"(el evento) se caracteriza por tener uno o dos invitados internacionales, pero este año quisimos hacerlo 100% chileno, porque son los artistas nacionales y los que están detrás de ellos, los que necesitan trabajo y lo han pasado súper mal durante esta pandemia".
Joaquín Lavín, alcalde de Las Condes.

## Sorteo del público
El sorteo del público, que en esta ocasión fue completamente virtual, se realizó a través de la página web del festival y los participantes tuvieron que cumplir con los siguientes requisitos:
- Contar con una tableta o computador con cámara.
- Contar con buena iluminación.
- Contar con una conexión a internet de al menos 30 megas.

## Artistas

### Música[1][2][4][5][6]
- Denise Rosenthal
- Los Tres
- Myriam Hernández
- Los Jaivas

### Humor[1][2][4][5][6]
- Álvaro Salas
- Dino Gordillo

## Programación

### Día 1 (jueves 28)
| Nombre           | Género/Tipo                                                         | Lista de canciones | Ref.                          |
| ---------------- | ------------------------------------------------------------------- | ------------------ | ----------------------------- |
| Denise Rosenthal | Cantante de pop, dance, pop urbano, R&B contemporáneo, soul y blues |                    | [ 1 ] [ 2 ] [ 4 ] [ 5 ] [ 6 ] |
| Álvaro Salas     | Humorista                                                           |                    | [ 1 ] [ 2 ] [ 4 ] [ 5 ] [ 6 ] |
| Los Tres         | Banda de Rock                                                       |                    | [ 1 ] [ 2 ] [ 4 ] [ 5 ] [ 6 ] |

### Día 2 (viernes 29)
| Nombre           | Género/Tipo                                             | Lista de canciones | Ref.                          |
| ---------------- | ------------------------------------------------------- | ------------------ | ----------------------------- |
| Myriam Hernández | Cantante de Pop, Balada y cebolla                       |                    | [ 1 ] [ 2 ] [ 4 ] [ 5 ] [ 6 ] |
| Dino Gordillo    | Humorista                                               |                    | [ 1 ] [ 2 ] [ 4 ] [ 5 ] [ 6 ] |
| Los Jaivas       | Cantante de Rock, Folclor, Música andina y experimental |                    | [ 1 ] [ 2 ] [ 4 ] [ 5 ] [ 6 ] |